# Андре Діррелл
Андре Діррелл (англ. Andre Dirrell; нар. 7 вересня 1983, Флінт, Мічиган, США) — американський боксер-професіонал, бронзовий призер олімпійських ігор 2004 року. Виступає в другій середній вазі. Старший брат чемпіона світу з боксу Ентоні Діррелла.

## Аматорська кар'єра
Андре Діррелл і його молодший брат Ентоні почали займатися боксом коли навчалися у початковій школі у своєму рідному місті Флінт, Мічиган. Братів тренував їхній дідо Леон Лоусон-старший.
Андре зумів стати чемпіоном Америки у 2003 році в середній вазі. Також взяв участь в панамериканських іграх 2003 року:
- Програв Йорданісу Деспан (Куба) — 20-21

Він кваліфікувався на Олімпійські ігри 2004 року після перемоги на Першому американському кваліфікаційному турнірі, що проходив у Тіхуані.
На Олімпійських іграх зумів стати бронзовим призером у середній ваговій категорії:
- Переміг Ха Дабатеер (Китай) — 25–18
- Переміг Набіля Касселя (Алжир) — RSC 2 (1:59)
- Переміг Йорданіса Деспан (Куба) — 21–20
- Програв Геннадію Головкіну (Казахстан) — 18–23

Рекорд Діррела на аматорському ринзі — 210–26.

## Професійна кар'єра
Після вдалої любительської кар'єри Діррелл вирішив перейти у професіонали, виступаючи у другій середній вазі. Його дебют відбувся 27 січня 2005 року, нокаутувавши Карлоса Джонсона. Перший регіональний титул (WBO—NABO) він здобув 1 листопада 2008 року, здолавши Віктора Оганова.
Участь у Super Six World Boxing Classic
Андре Діррелл був одним із шести боксерів, який взяв участі у турнірі, організованому Shotime, Super Six World Boxing Classic. Окрім нього там змагалися: Артур Абрахам, Карл Фроч, Міккель Кесслер, Андре Ворд та Джермейн Тейлор. 
Першим суперником американця на груповому етапі став британець Карл Фроч. Бій відбувся у Великій Британії у місті Ноттінгем. На кону стояв титул чемпіона WBC, що на момент бою  належав Фрочу. Поєдинок пройшов усю дистанцію та завершився перемогою Фроча спірним рішенням суддів. У двох суддів був рахунок 115-112 на користь Фроча, у ще одного 114-113 на користь Діррелла. Таким чином американець зазнав першої поразки у кар'єрі.
Діррелл продовжив змагатися у турнірі та зустрівся із непереможним боксером Артуром Абрахамом у наступному поєдинку. Спершу їхня зустріч мала відбутися 6 березня у Каліфорнії, але через травму Діррелла бій було перенесено на 27 березня у рідний штат американця Мічиган. Сам бій пройшов із перевагою американця у першій половині. У 4 раунді він відправив суперника у нокдаун. Після 10 раунду він впевнено лідирував на записках суддів 97-92, 98-91, та 97-92. Абрахам намагався перехопити ініціативу, але в 11 рауді він завдав удару по голові Діррелла, який послизнувся та падав. Американець опинився у нокауті та довго лежав, тримаючись за голову. Бій було зупинено, а рефері ухвалив рішення дискваліфікувати Абрахама. Таким чином Діррелл став переможцем.
Наступним суперником Андре мав стати непереможний американець Андре Ворд, але він вирішив знятися з турніру у зв'язку із нейрологічними травмами.
Подальша кар'єра
Андре Діррелл взяв перерив на лікування, який тривав 21 місяць. До рингу спортсмен повернувся 30 грудня 2011 року, здолавши у другому раунді Дерріла Каннінгема. У наступних чотирьох поєдинках він здолав Майкла Гбенгу, Владіна Біосса, Ніка Брінсона та Дерека Едвардса. 
Завдяки перемогам Діррелл зумів суттєво піднятися у рейтингах. Спортсмен ішов по лінії IBF та зумів добитися поєдинку за вакантний титул цієї організації. Його суперником став олімпійський чемпіон 2008 року, британець Джеймс Дегейл, а сам бій відбувся 23 травня 2015 року в Бостоні. Вже в другому раунді Діррелл зумів зробити своєму супернику розсічення над правим оком, але до кінця раунду він двічі відправлявся у нокдаун. У 6 раунді отримав розсічення над правим оком. Американець намагався вирівняти хід поєдинку, але зробити це йому не вдалося. Одноголосним рішенням суддів перемогу одержав Джеймс Дегейл. Результати суддівських записок: 114-112, 114-112 та 117-109. Таким чином Діррелл зазнав другої поразки у кар'єрі у своїй другій титульній спробі.
У 2016 році повернувся перемогою над Блейком Карапелло. 20 травня 2017 року отримав можливість поборотися за вакантний титул тимчасового чемпіона IBF. Його суперником став венесуелець Хосе Узкатегі. Американець зумів завоювати титул у зв'язку із дискваліфікацією суперника після 8 раунду. Через рік, 3 березня 2018 року, між ними відбувся реванш. У ньому Діррелл зазнав поразки, відмовившись продовжити поєдинок після 8 раунду. На момент зупинки бою Узкатегі лідирував на записках суддів: 78-74, 79-73, 77-75.

## Таблиця боїв
| 29 Перемог (19 нокаутом, 10 за рішенням суддів), 3 Поразки (1 нокаутом, 2 за рішенням суддів) |        |                      |        |               |                   |                                                         |                                                                                                  |
| Результат                                                                                     | Рекорд | Суперник             | Спосіб | Раунд, час    | Дата              | Місце проведення                                        | Примітки                                                                                         |
| Перемога                                                                                      | 29–3   | Юніескі Гонсалес     | TKO    | 10 (10)       | 5 листопада 2022  | Armory, Міннеаполіс                                     |                                                                                                  |
| Перемога                                                                                      | 28–3   | Крістофер Брукер     | TKO    | 3 (10)        | 31 липня 2021     | Prudential Center, Ньюарк, Нью-Джерсі                   |                                                                                                  |
| Перемога                                                                                      | 27–3   | Хуан Убальдо Кабрера | KO     | 5 (10); 1:36  | 21 грудня 2019    | Toyota Arena, Онтаріо, Каліфорнія                       |                                                                                                  |
| Поразка                                                                                       | 26–3   | Хосе Узкатегі        | RTD    | 8 (12); 3:00  | 3 березня 2018    | Барклайс-центр, Нью-Йорк                                | Втратив титул тимчасового чемпіона IBF у другій середній вазі.                                   |
| Перемога                                                                                      | 26–2   | Хосе Узкатегі        | DQ     | 8 (12); 3:00  | 20 травня 2017    | MGM National Harbor, Оксон-Гілл, Меріленд               | Виграв вакантний титул тимчасового чемпіона IBF у другій середній вазі.                          |
| Перемога                                                                                      | 25–2   | Блейк Карапелло      | UD     | 10            | 29 квітня 2016    | Hard Rock Live, Атлантик-Сіті                           |                                                                                                  |
| Поразка                                                                                       | 24–2   | Джеймс Дегейл        | UD     | 12            | 23 травня 2015    | Agganis Arena, Бостон                                   | Бій за вакантний титул чемпіона IBF у другій середній вазі.                                      |
| Перемога                                                                                      | 24–1   | Дерек Едвардс        | UD     | 12            | 19 грудня 2014    | Colisée Pepsi, Квебек                                   |                                                                                                  |
| Перемога                                                                                      | 23–1   | Нік Брінсон          | TKO    | 4 (10); 2:12  | 8 жовтня 2014     | Beau Rivage, Білоксі                                    |                                                                                                  |
| Перемога                                                                                      | 22–1   | Владін Біосс         | TKO    | 5 (10); 2:46  | 1 серпня 2014     | Little Creek Casino Hotel and Resort, Шелтон, Вашингтон |                                                                                                  |
| Перемога                                                                                      | 21–1   | Майкл Гбенга         | UD     | 10            | 2 лютого 2013     | Convention Center, Мак-Аллен                            |                                                                                                  |
| Перемога                                                                                      | 20–1   | Дерріл Каннінгем     | TKO    | 2 (10); 2:05  | 30 грудня 2011    | Morongo Casino, Resort & Spa, Кейбезон, Каліфорнія      |                                                                                                  |
| Перемога                                                                                      | 19–1   | Артур Абрахам        | DQ     | 11 (12); 1:13 | 27 березня 2010   | Джо Луїс Арена, Детройт                                 | Super Six World Boxing Classic: груповий етап                                                    |
| Поразка                                                                                       | 18–1   | Карл Фроч            | SD     | 12            | 17 жовтня 2009    | Motorpoint Arena Nottingham, Ноттінгем                  | Super Six World Boxing Classic: груповий етап. Бій за титул чемпіона WBC у другій середній вазі. |
| Перемога                                                                                      | 18–0   | Деррік Фінлі         | RTD    | 6 (10); 3:00  | 28 березня 2009   | Buffalo Run Casino, Маямі, Оклахома                     |                                                                                                  |
| Перемога                                                                                      | 17–0   | Віктор Оганов        | TKO    | 6 (12); 0:28  | 1 листопада 2008  | СтабХаб Центр, Карсон, Каліфорнія                       | Виграв вакантний титул тимчасового чемпіона WBO—NABO у другій середній вазі.                     |
| Перемога                                                                                      | 16–0   | Майк Паскаль         | TKO    | 4 (10); 1:32  | 2 серпня 2008     | Emerald Queen Casino, Такома                            |                                                                                                  |
| Перемога                                                                                      | 15–0   | Ентоні Хеншоу        | TKO    | 5 (10); 1:13  | 2 травня 2008     | Chumash Casino Resort, Санта-Інес, Каліфорнія           |                                                                                                  |
| Перемога                                                                                      | 14–0   | Шеннон Міллер        | TKO    | 3 (6); 1:58   | 1 лютого 2008     | Grand Casino, Гінклі, Міннесота                         |                                                                                                  |
| Перемога                                                                                      | 13–0   | Вільям Джонсон       | KO     | 3 (8); 2:03   | 6 грудня 2007     | Tachi Palace, Лемур, Каліфорнія                         |                                                                                                  |
| Перемога                                                                                      | 12–0   | Кертіс Стівенс       | UD     | 10            | 16 червня 2007    | Mohegan Sun Arena, Монтвілл Коннектикут                 |                                                                                                  |
| Перемога                                                                                      | 11–0   | Кенні Кост           | UD     | 8             | 16 лютого 2007    | Playboy Mansion, Беверлі-Гіллз                          |                                                                                                  |
| Перемога                                                                                      | 10–0   | Каллен Роджерс       | TKO    | 3 (8); 1:19   | 22 грудня 2006    | Perani Arena and Event Center, Флінт, Мічиган           |                                                                                                  |
| Перемога                                                                                      | 9–0    | Джеймс Сандін        | TKO    | 2 (6); 2:33   | 17 листопада 2006 | Soboba Band of Luiseno Indians, Сан-Хасінто, Каліфорнія |                                                                                                  |
| Перемога                                                                                      | 8–0    | Маркус Дон Хол       | TKO    | 3 (6); 1:57   | 23 червня 2006    | Оракл-арена, Окленд, Каліфорнія                         |                                                                                                  |
| Перемога                                                                                      | 7–0    | Альфонсо Рока        | UD     | 6             | 25 травня 2006    | Pechanga Resort & Casino, Темекула, Каліфорнія          |                                                                                                  |
| Перемога                                                                                      | 6–0    | Майк Ітмон           | UD     | 6             | 21 квітня 2006    | Omar Shrine Temple, Маунт-Плезант, Південна Кароліна    |                                                                                                  |
| Перемога                                                                                      | 5–0    | Хуан Камачо          | KO     | 2 (4); 2:42   | 18 серпня 2005    | SAP Center, Сан-Хосе, Каліфорнія                        |                                                                                                  |
| Перемога                                                                                      | 4–0    | Карл Кокерман        | UD     | 6             | 15 квітня 2005    | Northern Quest Resort & Casino, Ейрвей-Гайтс, Вашингтон |                                                                                                  |
| Перемога                                                                                      | 3–0    | Джейкоб Родрігес     | KO     | 2 (4); 1:12   | 10 березня 2005   | Michael's Eighth Avenue, Глен-Берні, Меріленд           |                                                                                                  |
| Перемога                                                                                      | 2–0    | Вальтер Коулс        | KO     | 1 (4); 2:16   | 11 лютого 2005    | Стейт Фарм Арена, Атланта                               |                                                                                                  |
| Перемога                                                                                      | 1–0    | Карлос Джонс         | TKO    | 4 (4); 2:50   | 27 січня 2005     | Michael's Eighth Avenue, Глен-Берні, Меріленд           |                                                                                                  |